# Atletiek op de Paralympische Zomerspelen 2024 - 100 m mannen T13
De 100 meter voor mannen klasse T13 op de Paralympische Zomerspelen 2024 vond plaats op 1 september in het Stade de France. Deze klasse is voor slechtziende atleten die meestal contouren kunnen herkennen op een afstand van 2 tot 6 meter. Atletes in deze categorie maken vaak geen gebruik van een gids. De winnaar van 2020 was Jason Smyth uit Ierland. Hij werd opgevolgd door Skander Djamil Athmani uit Algerije, de Noor Salum Kashafali behaalde het zilver en Shuta Kawakami uit Japan won de bronzen medaille.

## Records
Voorafgaand aan het toernooi waren dit de wereldrecords en Paralympische records.
| Wereldrecord        | Noorwegen Salum Kashafali | 10.37 | Oslo   | 15 juni 2023     |
| Paralympisch record | Ierland Jason Smyth       | 10.46 | Londen | 1 september 2012 |

## Series
De eerste drie van beide series kwalificeerden zich direct voor de finale. Van de overgebleven atletes kwalificeerden bovendien de twee snelsten zich voor de finale.

#### Serie 1
| Rang | Baan | Naam                   | Naam | Tijd  | Bijz. |
| ---- | ---- | ---------------------- | ---- | ----- | ----- |
| 1    | 5    | Skander Djamil Athmani | ALG  | 10.51 | Q     |
| 2    | 6    | Chad Perris            | AUS  | 10.87 | Q     |
| 3    | 3    | Samba Coulibaly        | MLI  | 10.95 | Q, PB |
| 4    | 8    | Vegard Sverd           | NOR  | 11.20 | SB    |
| 5    | 4    | Max Marzillier         | GER  | 11.46 |       |
| 6    | 7    | Jakkarin Dammunee      | THA  | 12.83 |       |

### Serie 2
| Rang | Baan | Naam                  | Naam | Tijd  | Bijz. |
| ---- | ---- | --------------------- | ---- | ----- | ----- |
| 1    | 7    | Salum Kashafali       | NOR  | 10.57 | Q     |
| 2    | 3    | Shuta Kawakami        | JPN  | 10.80 | Q     |
| 3    | 4    | Zak Skinner           | GBR  | 10.97 | Q     |
| 4    | 6    | Isaac Jean-Paul       | USA  | 10.97 | q, SB |
| 5    | 2    | Johannes Nambala      | NAM  | 11.10 | q, SB |
| 6    | 5    | Doniyorjon Akhmedov   | UZB  | 11.42 | SB    |
| 7    | 8    | Winsdom Ikhiuwu Smith | ESP  | 11.74 |       |

## Finale
| Rang   | Baan | Naam                   | Naam | Tijd  | Bijz. |
| ------ | ---- | ---------------------- | ---- | ----- | ----- |
| Goud   | 4    | Skander Djamil Athmani | ALG  | 10.42 | PR    |
| Zilver | 5    | Salum Kashafali        | NOR  | 10.47 | SB    |
| Brons  | 7    | Shuta Kawakami         | JPN  | 10.80 |       |
| 4      | 6    | Chad Perris            | AUS  | 10.80 |       |
| 5      | 2    | Isaac Jean-Paul        | USA  | 10.93 | SB    |
| 6      | 3    | Zak Skinner            | GBR  | 10.93 |       |
| 7      | 8    | Samba Coulibaly        | MLI  | 10.97 |       |
| 8      | 9    | Johannes Nambala       | NAM  | 11.09 | SB    |